# سلما (کارولینای شمالی)
سلما (به انگلیسی: Selma) شهری در ایالت کارولینای شمالی کشور ایالات متحده آمریکا است که جمعیت آن در سرشماری سال ۲۰۱۰ میلادی، ۶٬۰۷۳ نفر بوده‌است.